# 펠리페 발로이
펠리페 압디엘 발로이 라미레스(Felipe Abdiel Baloy Ramírez, 1981년 2월 24일 ~ )는 파나마의 전 축구선수로 포지션은 수비수이며 2018년 FIFA 월드컵 본선에서 파나마의 월드컵 사상 첫 골을 터뜨렸다.

## 선수 경력

### 클럽
1999년 자국 리그 소속팀인 유로 키커스에 입단하며 프로에 입문한 이후 19년동안 파나마를 비롯해 콜롬비아, 브라질, 멕시코, 과테말라 등의 여러 프로팀에서 통산 495경기동안 32골을 기록했고 특히 CF 몬테레이 시절이던 2009년과 산토스 라구나 시절이던 2012년 2번의 리가 MX 우승을 경험했다. 그리고 2018년 자신의 마지막 프로팀인 과테말라의 CSD 무니시팔에서 은퇴를 선언하면서 선수 생활의 마침표를 찍었다.

### 국가대표팀
2001년 파나마 U-20 국가대표팀에 발탁되어 활약한 뒤 성인대표팀에도 발탁되어 온두라스와의 2001년 UNCAF 네이션스컵 1조 조별리그 1차전에서 국제 A매치 데뷔전을 치렀으며 이후 17년간 102경기에서 4골을 기록했으며 특히 파나마의 2005년 CONCACAF 골드컵 준우승을 이끌면서 이 대회 베스트 일레븐에도 선정되는 영광을 안았고 2007년 UNCAF 네이션스컵에서도 팀을 준우승으로 이끌었다. 그리고 2017년 11월 17일 온두라스와의 경기에서 센추리클럽에 가입했으며 2018년 FIFA 월드컵 북중미카리브 지역 예선에서 파나마 축구 역사상 첫 FIFA 월드컵 본선행을 이끌어냈다. 또한 잉글랜드와의 2018년 FIFA 월드컵 G조 2번째 경기에서 0-6으로 크게 뒤져 있던 후반 32분 프리킥 득점을 성공시키면서 파나마의 월드컵 본선 첫 득점의 주인공이 되었으며 월드컵이 끝난 직후 대표팀에서 은퇴를 선언했다.

## 같이 보기
- A매치 100경기 이상 출전한 축구 선수 명단